# 香川県営野球場
香川県営野球場（かがわけんえいやきゅうじょう）は、香川県高松市生島町の香川県総合運動公園内にある野球場。愛称 レクザムスタジアム。独立リーグ・四国アイランドリーグplusの香川オリーブガイナーズが本拠地として使用している。管理・運営は、2013年4月より指定管理者・いくしまスポーツチャレンジ共同体（穴吹エンタープライズ・香川県造園事業協同組合・ミズノ）が行っている。
現愛称のレクザムスタジアムは命名権売却によるもので、2010年5月1日から使用している（詳細は後述）。

## 歴史
かつて香川県では、高松市中心部にあった高松市立中央球場を県下のメインの野球場として使用してきた。しかし老朽化した上、敷地が狭隘なため改築・拡張が行えないなど問題が生じたことから、県では1970年代から県営野球場の建設を検討してきた。1978年11月16日、県が設けた諮問機関「県営野球場問題協議会」は、市内生島町の塩田跡地に硬式野球場、軟式野球場をはじめ球技場、テニスコートなどを有する総合運動公園を整備するよう答申。その後整備事業が進められ、このうち県営野球場は1982年7月17日に開場した。オープニングゲームは高校野球香川県大会開幕戦。なお、中央球場はこれに先立ち同年4月に閉場し、撤去された。
西武ライオンズ球場や静岡草薙球場をモデルにして設計されたといわれている。開場以来、高校野球、大学野球、社会人野球などアマチュア野球公式戦が行われている他、プロ野球公式戦も日本ハムの創業者・大社義規が香川県出身である関係で、日本ハムファイターズの公式戦が開催されていたが、ファイターズの北海道移転により、北海道外での公式戦は旧本拠地の東京ドーム以外一切行わない方針となったため、それ以後はオープン戦を数試合行うのみで公式戦が行われたことはない。
運動公園内には、メインの県営野球場とサブの第二野球場の2つがある。このうち県営野球場は1993年の国民体育大会（東四国国体）開催に合わせ、同年スコアボードをパネル式から磁気反転式に改修し、照明設備を増設。これにより、四国4県で初めてプロ野球のナイター開催が可能な野球場となった。2000年、岡山県の岡山県倉敷スポーツ公園野球場（マスカットスタジアム）や愛媛県の松山中央公園野球場（坊っちゃんスタジアム）など、近隣県の野球場が愛称を付与しているのに倣う形で、県も県営野球場に愛称を付与することとなり、県内の小豆島がオリーブの生産地であるのに因んでオリーブスタジアムと命名された。
独立リーグの四国アイランドリーグplusのうち、香川県をホームとする香川オリーブガイナーズが、リーグが発足した2005年より本拠地として使用している。ガイナーズでは、当野球場でホームゲームを開催する際には「ガイナーズボールパーク」と銘打ち、場内にフードコートや各種イベントブースを開設してファンサービスを図っている。
命名権（ネーミングライツ）の売却により、2007年5月1日から愛称をサーパススタジアムに改称、さらに2010年5月1日からはレクザムスタジアムに改称した（詳細は後述）。
開場以来、常設の広告は長らく設置されていなかったが、2013年度より設置された。

## 主なエピソード
- 1994年8月10日に行われた日本ハムファイターズ対オリックス・ブルーウェーブ22回戦で、1回表にイチローが中前安打を打ち、プロ野球新記録となる57試合連続出塁を達成している。さらに9回裏には田中幸雄が右翼席へサヨナラホームランを放っている。
- 1998年8月15日に開催された日本ハム対ダイエー戦で、日本ハム・芝草宇宙の死球に激高したダイエー・ルイス・ロペスに死球が芝草に暴行を加えて両チーム入り乱れての乱闘に発展した。ロペスは退場処分を受けた。
- 2011年は社会人野球日本選手権大会・全国大会（開催されれば第38回の扱い）の第1ステージ（1回戦）を開催する予定になっていたが、東日本大震災により中止となった。

これは2010年度からの大会改革で、第1ステージを大阪ドーム（京セラドーム大阪）の単一開催ではなく全国4-5箇所で分割開催するための試みであり、2010年の倉敷マスカットスタジアムから機能を移行（北九州市民球場と分割）しての開催になる予定だった。
2012年からは第1ステージも京セラドームで行うため、（結果的に）この香川での全国大会の開催は実現しないまま終わることとなった。
- 2019年5月5日に行われた香川オリーブガイナーズ対福岡ソフトバンクホークス三軍の定期交流戦において、ソフトバンクの古谷優人が7回裏に日本プロ野球における左腕最速記録となる160km/hを記録した。

## プロ野球公式戦開催実績
- 1994年8月9日 日本ハムファイターズ4 - 6オリックス・ブルーウェーブ
- 1994年8月10日 日本ハムファイターズ4x - 3オリックスブルーウェーブ
- 1995年8月2日 日本ハムファイターズ5 - 5福岡ダイエーホークス
- 1996年8月17日 日本ハムファイターズ2 - 10近鉄バファローズ
- 1997年8月20日 日本ハムファイターズ7 - 5近鉄バファローズ
- 1998年8月15日 日本ハムファイターズ2 - 8福岡ダイエーホークス
- 1999年5月12日 日本ハムファイターズ10 - 2西武ライオンズ
- 1999年8月4日 阪神タイガース0 - 2中日ドラゴンズ
- 2000年8月19日 日本ハムファイターズ6 - 5西武ライオンズ
- 2001年7月8日 日本ハムファイターズ2 - 4千葉ロッテマリーンズ
- 2002年6月22日 日本ハムファイターズ6 - 0福岡ダイエーホークス

## 施設概要

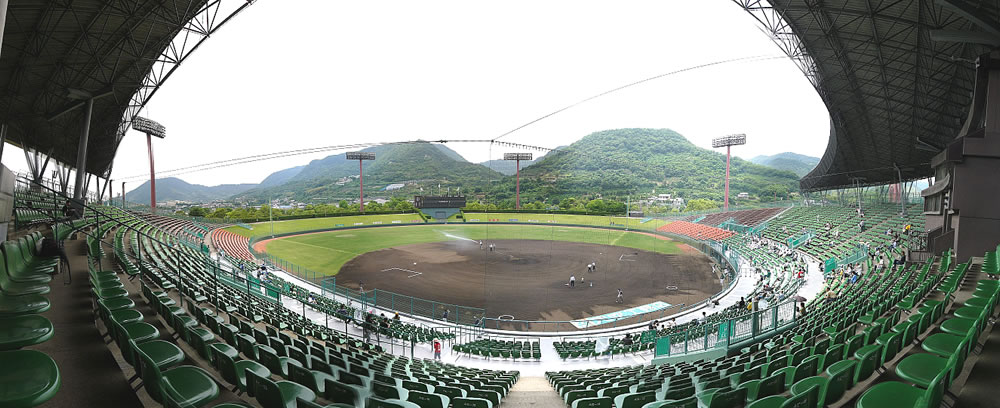
スタジアム内観
（バックネット裏より）

### 香川県営野球場
- 愛称：レクザムスタジアム
- 両翼：96m、中堅：122m、左右中間：117m
- 外野フェンスの高さ：2.65m
- 内野：土、外野：天然芝
- 照明設備：6基（バッテリー間：2500Lx、内野：2000Lx、外野：1000Lx）
  - 四国アイランドリーグplusの試合をナイターで開催する場合は、照明塔6基のうち海側を向いている右翼側の1基は点灯しない。これは漁港の漁作業を妨害しないよう配慮するための措置。尚、プロ野球公式戦では6基全てを点灯する。
- スコアボード：磁気反転式
  - 2006年9月より球速表示（スピードガン）が設置された。
- 収容人員：22,000人
  - 内野：11,200人（座席=バックネット裏の一部に屋根架設）
  - 外野：10,800人（芝生席）
- 売店ブースには、セルフ式の讃岐うどんコーナーが設けられる。なお、四国アイランドリーグplusの試合の際にはこの売店ブースの一部を利用して飲食品の売店が設置される（セルフ式ではない）ほか、テント式の仮設の売店が設営される。

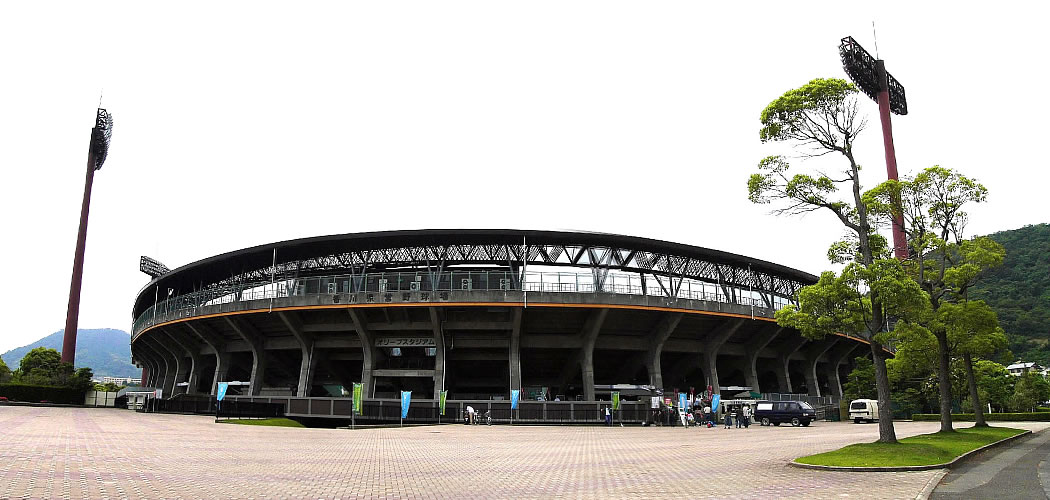
2006年6月11日撮影。オリーブスタジアムの看板がある。
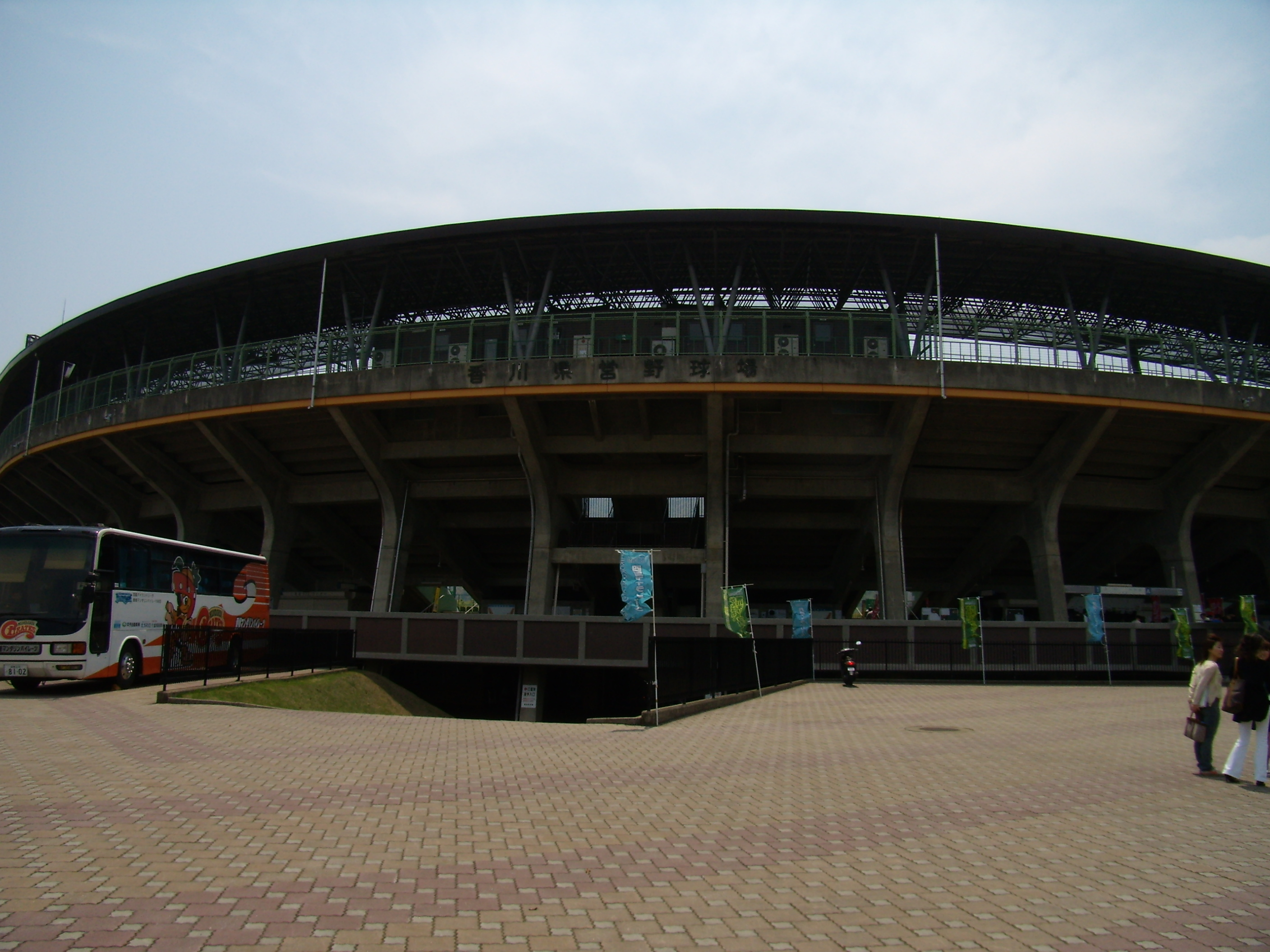
2007年5月3日撮影。サーパススタジアムとなったため、“オリーブスタジアム”の看板がない。
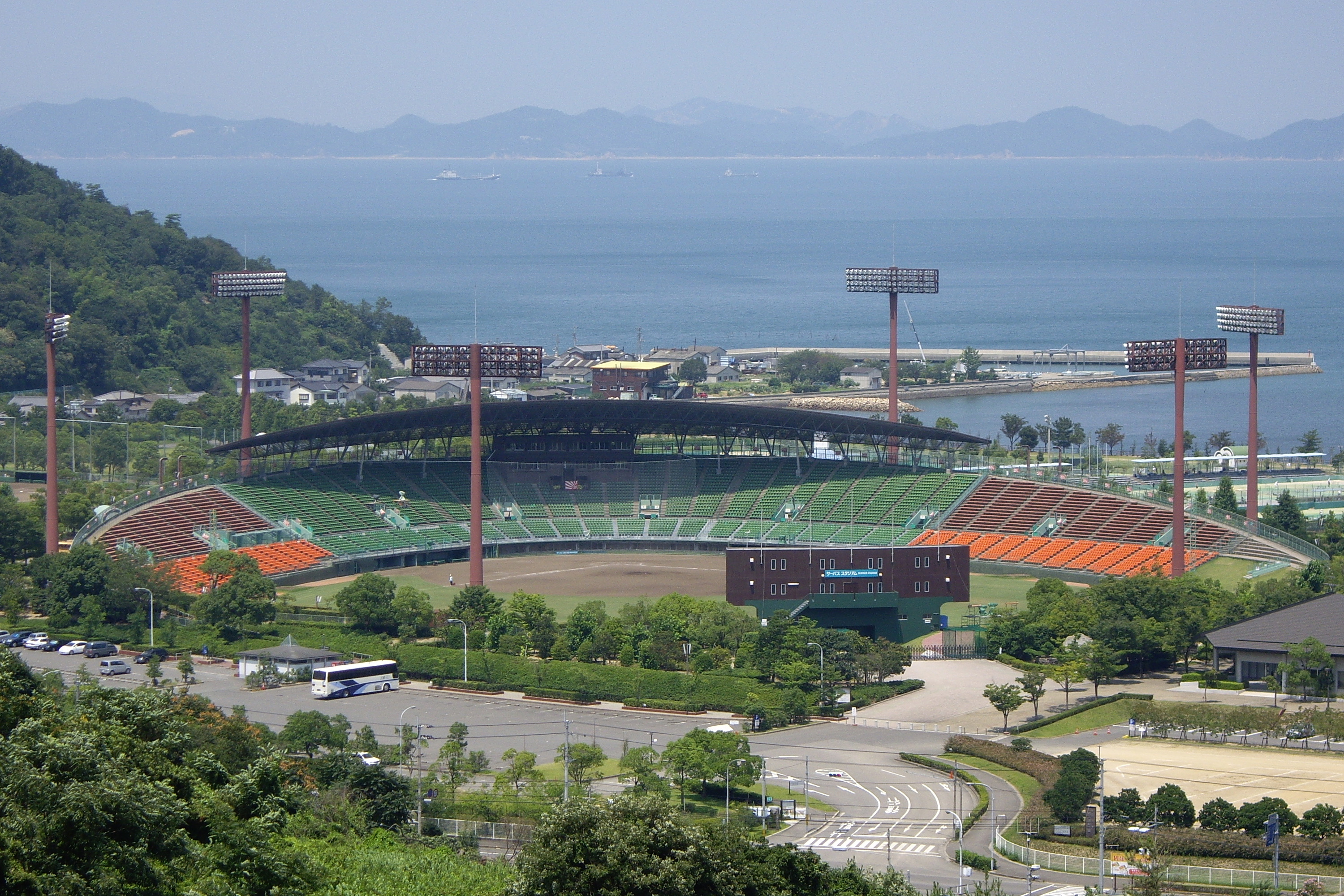
香川県営野球場周辺。運動公園は瀬戸内海に面している
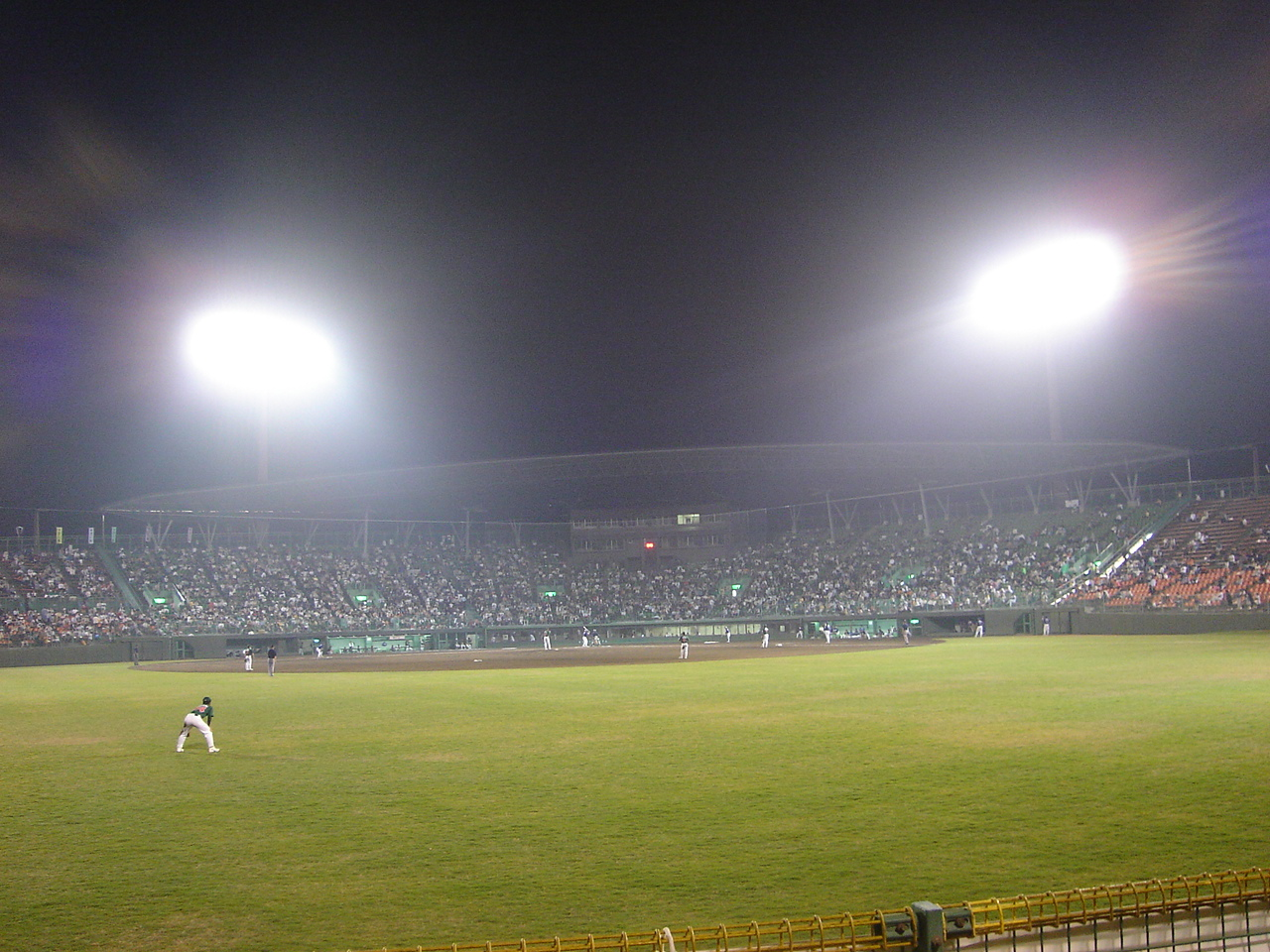
外野から
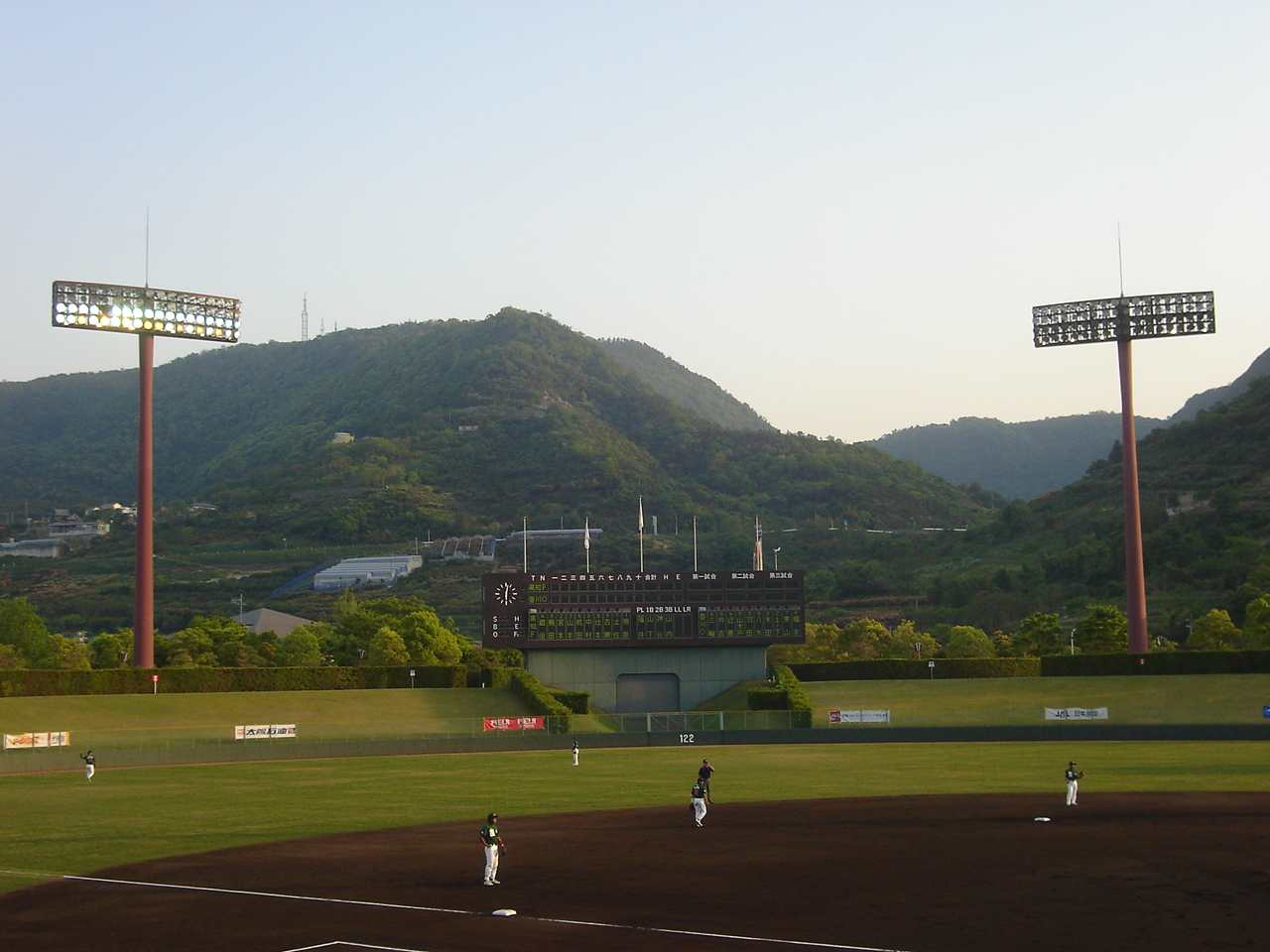
四国アイランドリーグplus　ナイター（ライト側の照明灯1基は点灯しない）

### 香川県営第二野球場
- 両翼：92m、中堅：120m
- 内野：土、外野：天然芝
- バックネット裏に400人収容の座席がある
- スコアボード：パネル式

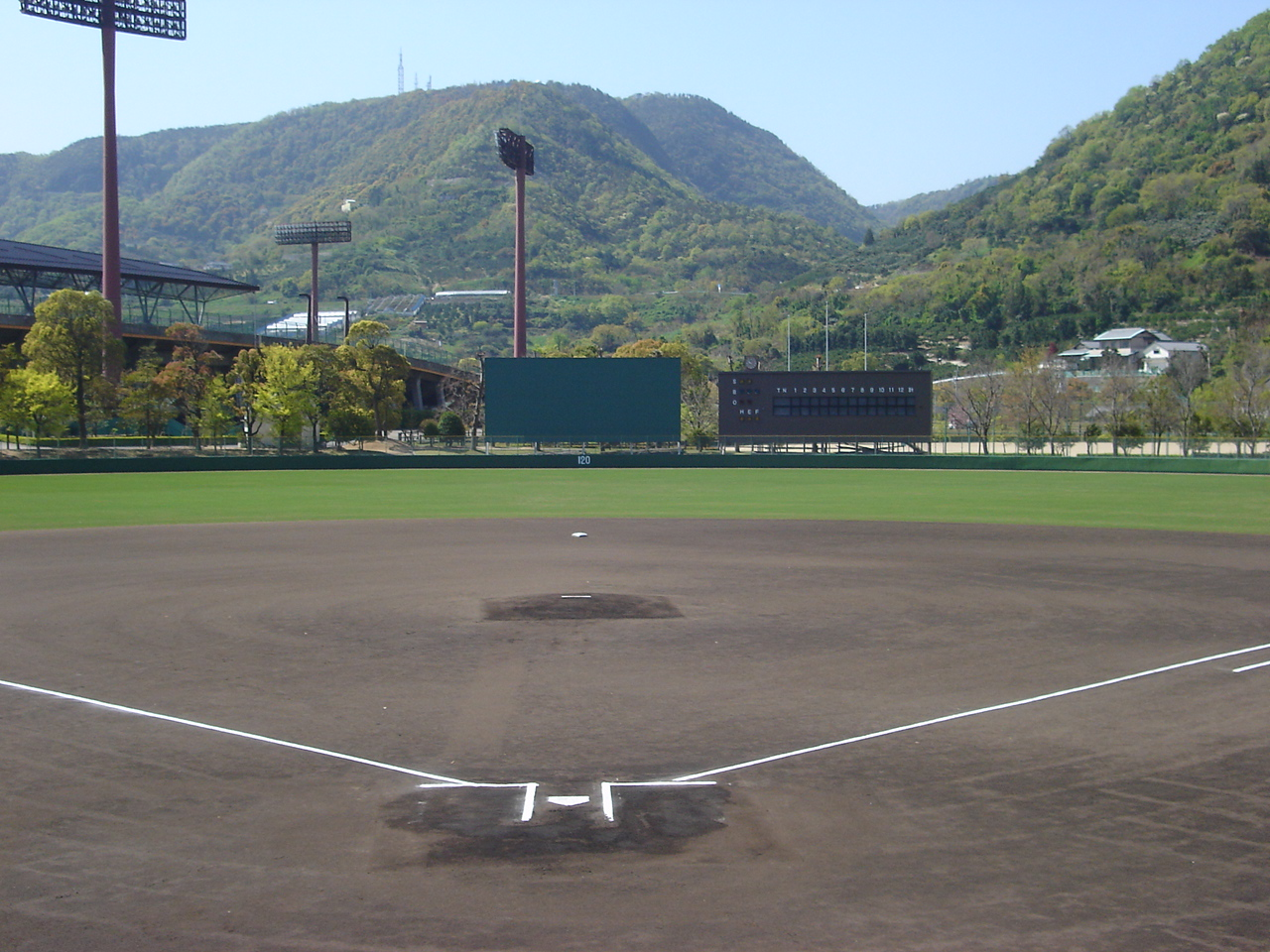
第二野球場

- 第2球場は主として試合前の練習や軟式野球の試合に使われる。

## 命名権
2007年、香川県は財政再建策の一環としてオリーブスタジアムの施設命名権（ネーミングライツ）売却を決定した。「オリーブスタジアムに代わる愛称」として、県内に事業所を置く企業を対象に契約期間3年以上、年間1000万円の条件で2月20日から1箇月間募集を行った結果、3社から問い合わせがあり、このうち高松市に本社を置くマンション建設・販売大手の穴吹工務店1社のみが正式に応募した。県教育委員会が内容を審査した上で交渉を行った結果、同社と前述の条件で契約に合意。契約期間は同年5月1日から3年間とし、期間中の愛称は同社のマンションのブランド名「サーパス」に因むサーパススタジアムと決まり、同日より愛称を改称した。なお、正式名称である「香川県営野球場」は契約期間中も引き続き使用している。
しかし、穴吹工務店は2009年11月24日、会社更生法の適用を受けて経営破綻した。同社の命名権は2010年4月30日をもって契約満了となり、次期契約の優先交渉権を保有していたが、2009年末になって同社側から「会社更生手続き中で余力がない」などを理由に、契約を更新しない旨が県側に伝えられた。これを受け、県は当野球場の命名権自体は継続する方針を確認し、翌1月18日から1か月間にわたって新たな命名権の売却先を募った結果、大阪府大阪市に本社を置く電子機器メーカーのレクザム1社のみが正式に応募した。県教委が内容を審査した上で交渉の結果、同社と契約期間3年、年間1000万円の条件で契約に合意し、2月24日に正式発表した。レクザムは香川県内に製造拠点を保有しており、契約条件を充足している。また1月には創業50周年を機に「隆祥産業」から商号を改称したばかりで、「REXXAM」のブランド名でスキーブーツの製造を行うなどスポーツにも造詣がある。レクザム側は取得について「新社名を広く知ってもらうとともに、スポーツや文化を通じて地域貢献したい」と意向をコメントした。これにより、愛称は2010年5月1日から社名に因んだレクザムスタジアムに改称された。
2010年締結の契約が満了となる2013年5月以降について、香川県の細松英正教育長はレクザムと更新の方向で合意済と2012年12月の県議会で答弁した。

## 運動公園内その他の施設
- 香川県営サッカー・ラグビー場（2面）
- 県営テニス場
- 多目的広場（ソフトボール球場）
- 県営相撲場

## 交通
- JR高松駅バスターミナル2番のりばからことでんバス「（11）昭和町・市図書館経由 弓弦羽」行 もしくは「（13）県庁前・中央病院・宮脇町経由 弓弦羽」行で「小坂・総合運動公園前」下車後徒歩（高松駅〜小坂：大人500円、小学生以下250円）
  - 香川オリーブガイナーズ主催試合開催時、プロ野球開催時には高松駅バスターミナル14番のりばから直通シャトルバスの運行あり（高松駅〜球場前：大人300円、小学生以下150円）。
    - 香川オリーブガイナーズ試合時のことでんバスによるシャトル便はリーグ2年目の2006年より開始され[5]、2018年まで継続したが[6]、2019年シーズンは運行されていない[7]。運賃については2018年時点では平日は無料となっていた[6]。
- 高松自動車道・高松西インターチェンジもしくは高松檀紙インターチェンジから産業道路（香川県道176号檀紙鶴市線）・さぬき浜街道経由で約20分